# Vlajka Svatého Martina (Francie)

Francouzská vlajka
Poměr stran: 2:3

Francouzská námořní vlajka
Poměr stran: 2:3
Poměr šířek: 30:33:37

Vlajka Svatého Martina je zároveň vlajkou Francie.
Ostrov Svatý Martin (resp. jeho severní francouzská část, jižní je nizozemská) je ale i francouzským zámořským společenstvím (kód 978).

## Historie
Ostrov objevil Kryštof Kolumbus 11. listopadu 1493, na den zasvěcený sv. Martinovi, při své druhé výpravě. Ostrov poté střídavě patřil Španělům, Nizozemcům, Francouzům či Britům, později byl rozdělen na severní francouzskou a jižní nizozemskou část.
Od roku 1948 bylo území součástí francouzského zámořského departementu Guadeloupe, nejprve jako kanton jeho okresu Basse-Terre, od 1. února 1963 spolu s ostrovem Svatý Bartoloměj jako jeden z okresů. 24. ledna 2007 přijalo francouzské Národní shromáždění zákon o reklasifikaci francouzských zámořských držav do tří skupiny (zámořských departmentů a oblastí, zámořských územních společenství a zámořských zemí). Sv. Martin se stal zámořským společenstvím, o čemž rozhodlo referendum 7. prosince 2003, s platností od 22. února 2007. Žádná vlastní vlajka nebyla přijata, oficiální vlajkou je francouzská vlajka.

## Vlajky neoficiální či nejasné
Dle některých pramenů existuje několik variant vlajek území, jejichž platnost je však nejasná a zřejmě žádná z nich není oficiální:
Zámořské společenství (dle některých informací) užívá vlastní vlajku, která má pouze lokální nebo turistický charakter, ve stylu loga. Tato neoficiální vlajka je tvořena bílým polem a černým nápisem Saint-Martin. Pod tímto nápisem jsou další dva menší nápisy: Caraibe Française vlevo a French Caribbean vpravo. Tyto nápisy jsou olemovány zelenou a modrou stuhu připomínající prostorovou křivkou písmena S a M. (není obrázek)
Kolem roku 1994 se objevila varianta vlajky, jejíž autor, vznik i reálné využití je nejasné. Na modrém listu o poměru stran 2:3 umístěn bílý klín vycházejícím z horního okraje listu, který přechází v bílý svislý pruh široký asi 
desetinu délky listu a zakončený na dolním okraji listu, a ve vrcholu bílého klínu nesoucím volný 
rovnoramenný trojúhelník vrcholem k dolnímu okraji, nad ním se nachází menší žluté volné 
půlkruhové pole. Spekuluje se o tom, že jde o návrh vlajky, který by měl marketingově podpořit cestovní ruch Svatého Martina. Celkově totiž vlajka připomíná sklenici s nápojem. Může se jednat o slovní hříčku s Martini – italským vermutem nebo britským koktejlem stejného jména. Tato vlajka však nebyla nikdy oficiálně schválena.
V roce 2007 byla, dle některých pramenů přijata neoficiální místní vlajka – bílý list se znakem ostrova. Existuje více variant znaků.

Vlajka tvořená bílým listem se znakem Poměr stran: 2:3
Návrh vlajky Svatého Martina (FRA) Poměr stran: 2:3
Vlajka Svatého Martina (NLD, pro porovnání) Poměr stran: 2:3